# Tallulah Falls
Tallulah Falls är en kommun (town) i Habersham County, och Rabun County, i Georgia. Vid 2020 års folkräkning hade Tallulah Falls 199 invånare.